# Norman Chatrier
Norman Chatrier, alias GEN1US ou NormanGenius, né le 19 janvier 1987 à Paris, est un joueur professionnel de jeu vidéo, animateur, chroniqueur, commentateur et concepteur français. Il joue à plusieurs jeux de combat, essentiellement sur les séries Tekken et Street Fighter. Il est aussi animateur de télévision sur Game One dans l'émission #TEAMG1, diffusée sur cette même chaine et présenté par Julien Tellouck. En 2018 il rejoint la web-télévision LeStream en tant qu'animateur et chroniqueur. Le 29 mai 2024, il devient co-caster de versus fighting pour la Karmine Corp.

## Biographie

### Enfance et jeunesse
Norman Chatrier, petit-fils de Philippe Chatrier, est né le 19 janvier 1987 à Paris.

### Adolescence et début en tant qu'animateur
Pendant son adolescence il participe alors aux championnats de France de Tekken qu'il remportera 14 fois. Puis en 2009, il remporte les qualifications françaises organisées par Namco, ce qui lui permettra de participer au championnat d'Europe dont il ressort également vainqueur. En 2010, il se classe 3e au Tekken 6 Global Championship Final sur PlayStation 3.
Cependant, à la suite du décès de son père, il traverse une période difficile et s'éloigne du jeu vidéo pendant deux ans. Il reviendra sur les conseils de Marcus, en octobre 2013, et devient animateur sur la chaine de télévision Game One où il co-anime l'émission Game One e-sports avec Kayane. Il sera ensuite consultant dans l'émission du Canal Esport Club et animateur de l'émission Le versus de Genius diffusée sur la chaine Canal+.
Il apparait aussi dans de nombreuses émissions sur la web-télévision LeStream tel que le Skell présenté par Lâm Hua.

### Animateur et chroniqueur sur LeStream
Entre septembre 2019 et janvier 2021, il est l'animateur principal de l'émission Le Matin sur cette même web-télévision.
En 2021, il devient chroniqueur hebdomadaire dans l'émission Le Récap présenté par Maxildan (Pierre-André Joly) et AlloCiné l'émission présenté par Menraw (Romain Béis) toujours sur LeStream.
En parallèle de sa carrière d'animateur, Norman Gen1us reste un grand compétiteur et s'illustre encore sur différents jeux comme Street Fighter ou certains FPS tels que Quake.
Grand défenseur de sa discipline, il espère un jour la reconnaissance de l'esport comme un sport à part entière ; « La reconnaissance de l'esport aux Jeux [olympiques] ou comme un sport en général c'est mon but. Pour moi, ça serait une consécration. On arrêtera alors de se poser trop de questions. On dira juste que la discipline est là. ».

### Head Caster Tekken et Street Fighter pour Karmine Corp
En mai 2024, NormanGenius rejoint la Karmine Corp en tant que que co-caster des jeux de combats Tekken et Street Fighter pour commenter principalement les combats du joueur français Kilyan « Kilzyou » Faucheux sur Street Fighter 6 et du joueur coréen Kim « JDCR » Hyun-jin sur Tekken 8.

## Palmarès
- Record mondial battu Online sur Tony Hawk's Pro Skater 3 à 15 ans en obtenant 63 millions de points en un seul combo[1].
- 14 fois Champion de France Tekken entre 2005 et 2012[6].
- Champion d'Europe Tekken en 2009[1].
- 3e au championnat du monde Tekken en 2010 et meilleur joueur non asiatique[1].
- Champion de France par équipe Street Fighter V[1].
- Finaliste de la Gamers Assembly en 2017[1].